# Sigmella nigra
Sigmella nigra är en kackerlacksart som först beskrevs av Hanitsch 1929.  Sigmella nigra ingår i släktet Sigmella och familjen småkackerlackor. Inga underarter finns listade i Catalogue of Life.